# Paul Kreber
Paul Kreber (Thionville, 10 avril 1910 - Immenstaad am Bodensee, 25 septembre 1989), est un fonctionnaire de police allemand, connu pour avoir sauvé des familles tsiganes persécutées pendant la Seconde Guerre mondiale.

## Biographie
Paul Kreber voit le jour le 10 avril 1910, à Diedenhofen , ville annexée à l'Allemagne depuis 1871. Après 1919, et le retour de la Moselle à la France, sa famille s'installe à Barmen, près de Wuppertal, où il poursuit sa scolarité dans une école catholique. Dans les années 1930, après son service militaire, Kreber travaille pour la Reichspost à Wuppertal. En 1939, il est engagé dans la police criminelle, comme enquêteur. En 1941, il est chargé du contrôle des  "Zigeuner", les tsiganes Sinti et Roms, considérés par les nazis comme de race inférieure. En décembre 1942, le Reichsführer-SS Himmler ordonne la déportation des Sintis et des Roms dans les camps d'extermination. Alors que cet ordre doit être exécuté à Wuppertal en mars 1943, Kreber parvient à supprimer plusieurs noms de la liste d'expulsion, notamment ceux de la famille Weiss, qu'il connaissait personnellement. Après les bombardements de la ville, par les Alliés, en mai et juin 1943, Paul Kreber est transféré à Metz, en Lorraine annexée. Sur dénonciation, plusieurs membres de la famille Weiss sont stérilisés de force dans un hôpital de Strasbourg, alors que d'autres disparaissent à Auschwitz-Birkenau. Après guerre, Paul Kreber restera en contact avec la famille Weiss, ce qui lui vaudra de se voir décerner la Bundesverdienstkreuz, la croix de l'Ordre du Mérite de la République fédérale d'Allemagne, en 1988. 
Paul Kreber décéda le 25 septembre 1989, à Immenstaad am Bodensee, en Bade-Wurtemberg. 
Depuis 2000, une plaque commémorative rappelle son action au siège de la police de Wuppertal.